# Palacio de Vermexio
El Palacio del Senado, también conocido como Palazzo Vermexio (1629-1633), fue encargado por el gobierno de la ciudad al arquitecto Giovanni Vermexio, para sustituir la antigua sede de la Cámara Regional de Siracusa. El edificio se convirtió posteriormente en palacio del Senado de la ciudad y del Gobierno de la ciudad hasta nuestros días, albergando las oficinas del Alcalde y el Ayuntamiento.

## Características
Este palacio puede considerarse, con razón, la máxima expresión de la geometría que inspira todas las creaciones de Giovanni Vermexio. Originalmente era un cubo perfecto, dividido en la mitad por un largo balcón que separaba también estilísticamente los dos órdenes: el renacimiento inferior y el barroco superior. El primer piso se desarrolla según esquemas clásicos: los grandes ventanales timpánicos, las pilastras almohadilladas de orden dórico toscano, el solemne entablamento decorado con triglifos y metopas. Las referencias barrocas no faltan: desde las máscaras hasta los soportes de las ventanas, todos diferentes.

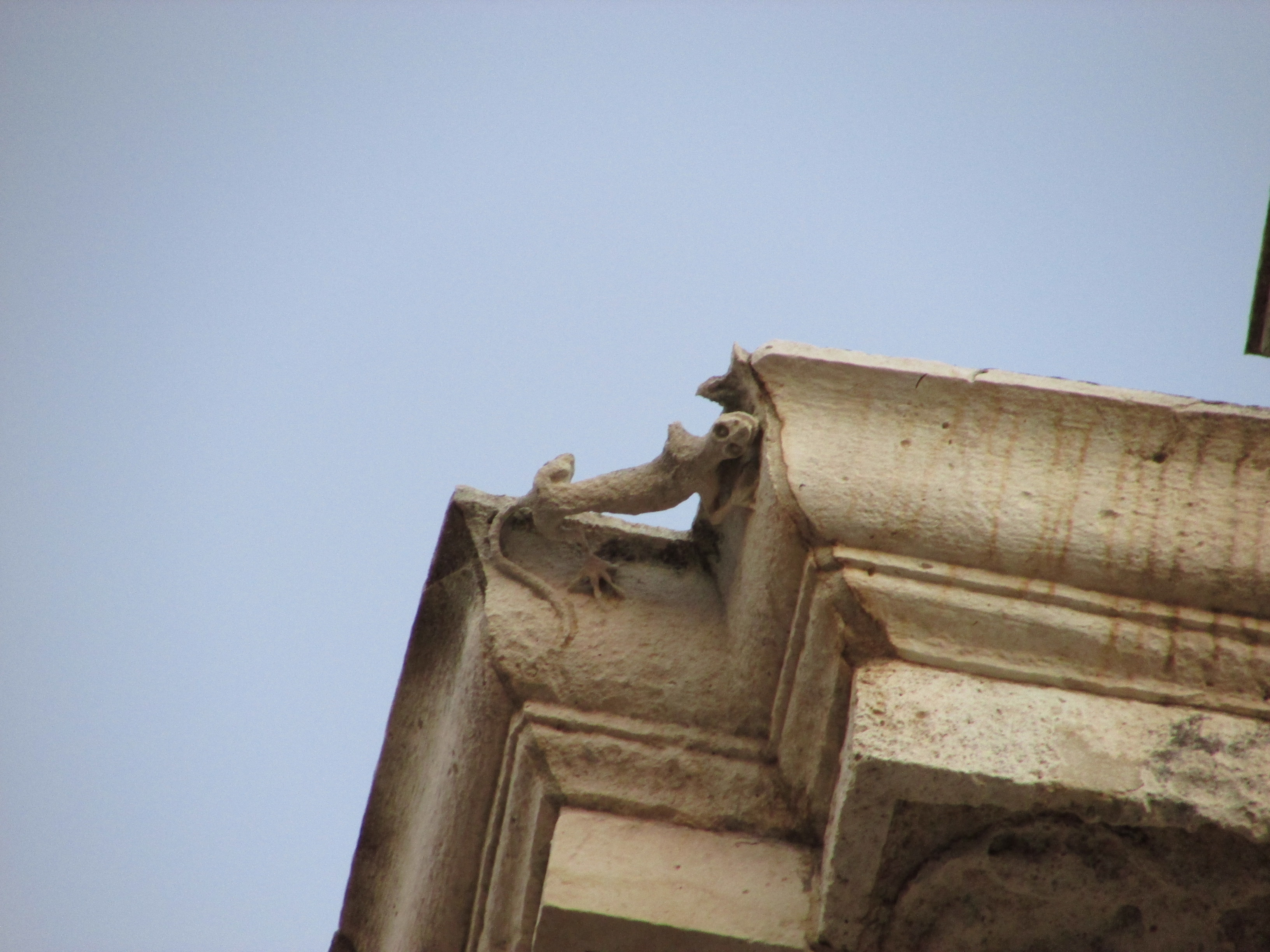
El lagarto del Palazzo Vermexio, la "firma" del arquitecto

El balcón abre el piso superior en estilo barroco. Aquí las pilastras jónicas marcan la fachada con ventanas alternadas con nichos: destinadas a contener las estatuas de la realeza española, nunca terminadas por Gregorio Tedeschi a quien se le había confiado la decoración escultórica del palacio, de hecho solo logró completar el águila imperial bicéfala. La construcción se remata con una decoración muy abundante con festones que discurren entre los capiteles y una cornisa fuertemente saliente.En el ángulo izquierdo de la cornisa del edificio, el arquitecto Vermexio, queriendo casi "firmarlo", esculpió un diminuto gecko (llamado scuppiuni en el dialecto siracusano) o lagarto : epíteto dado al arquitecto debido a su rara delgadez y altura.
En el interior del atrio se encuentra estacionado el carruaje del Senado del siglo XVIII (1763), construido según el modelo de los sedanes austriacos.

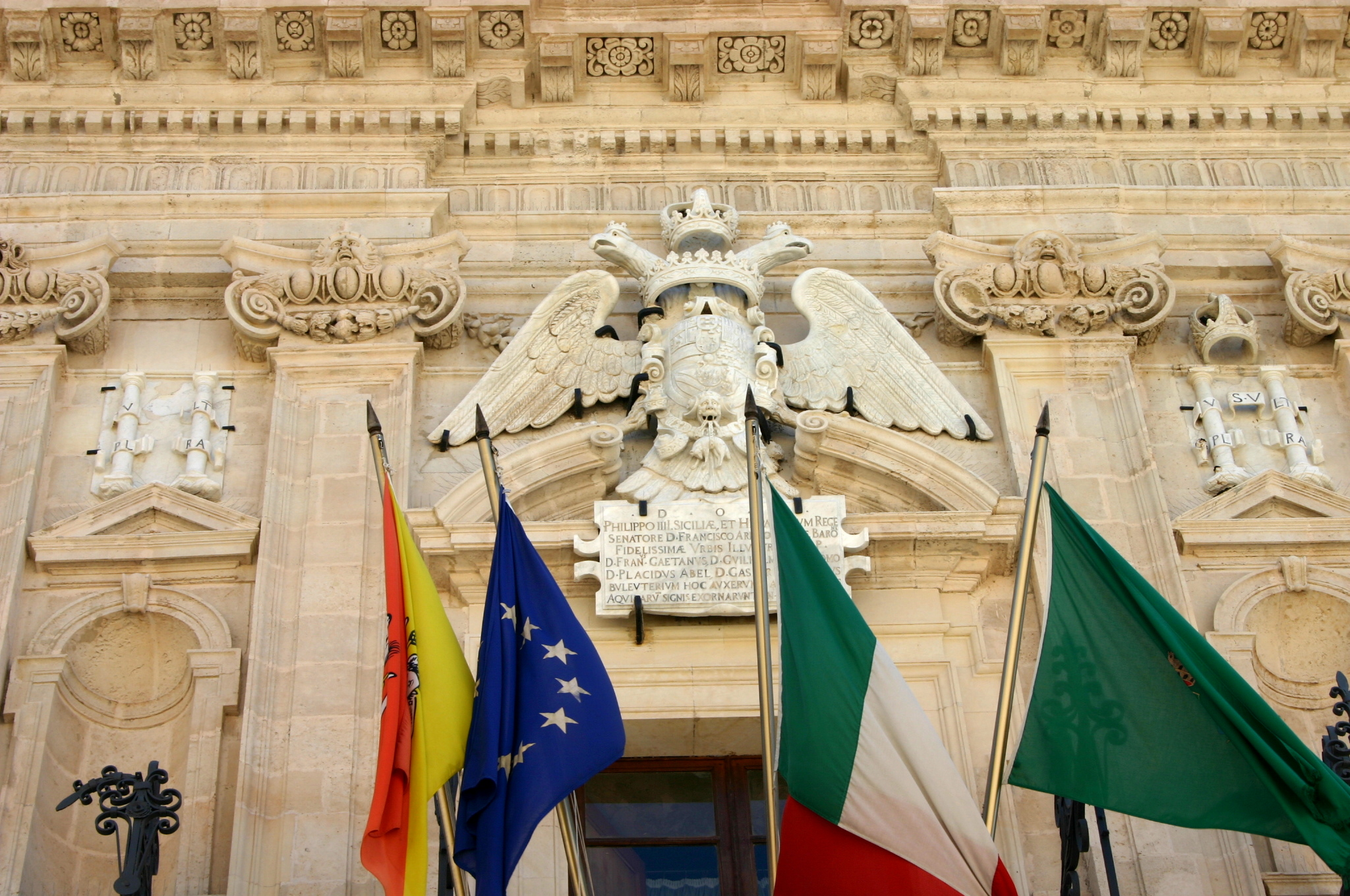
El escudo de la ciudad en la fachada
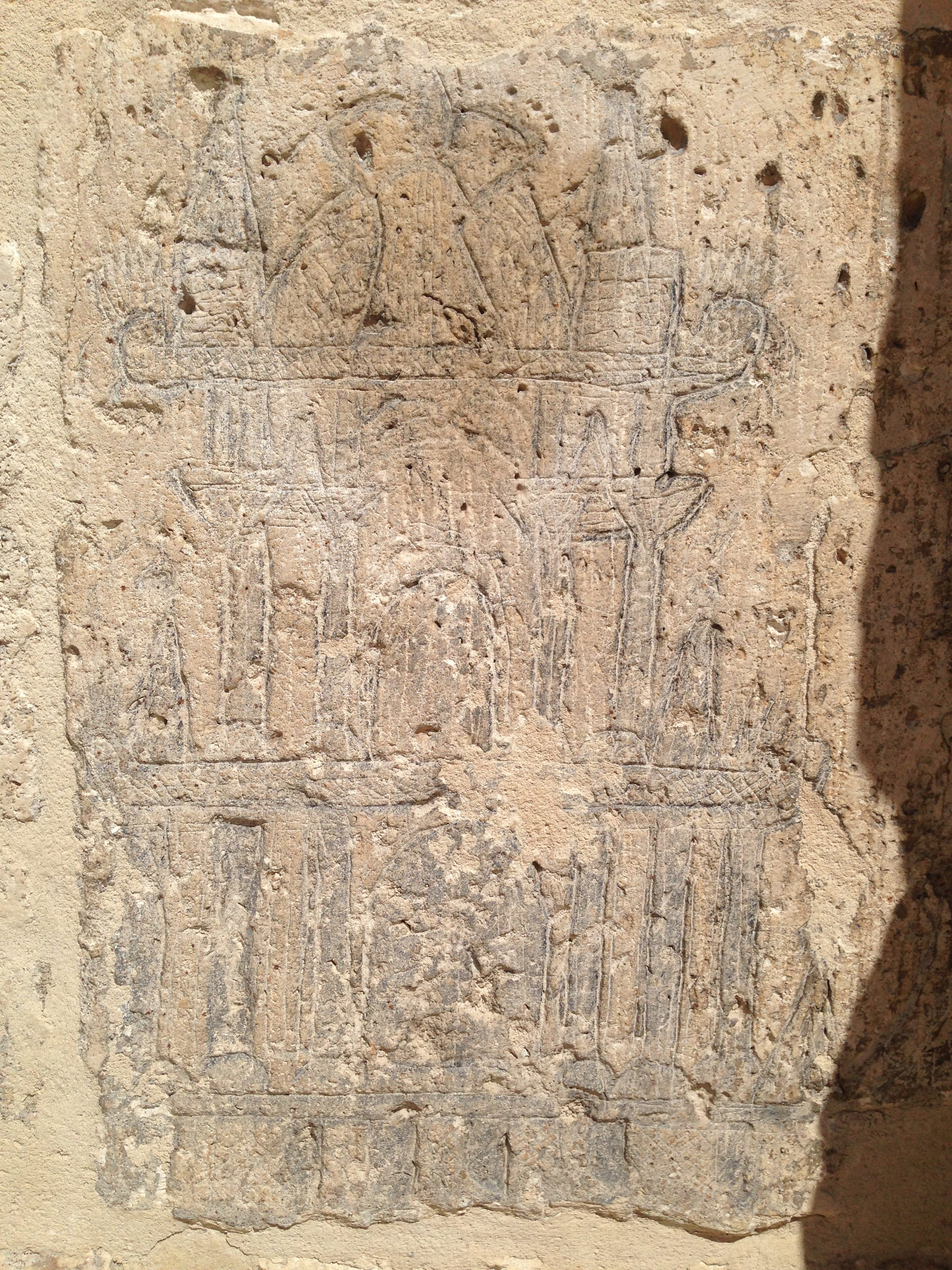
Esgrafiado con representación de la fachada de la Catedral realizado a bayoneta grabado en la fachada del palacio Vermexio.
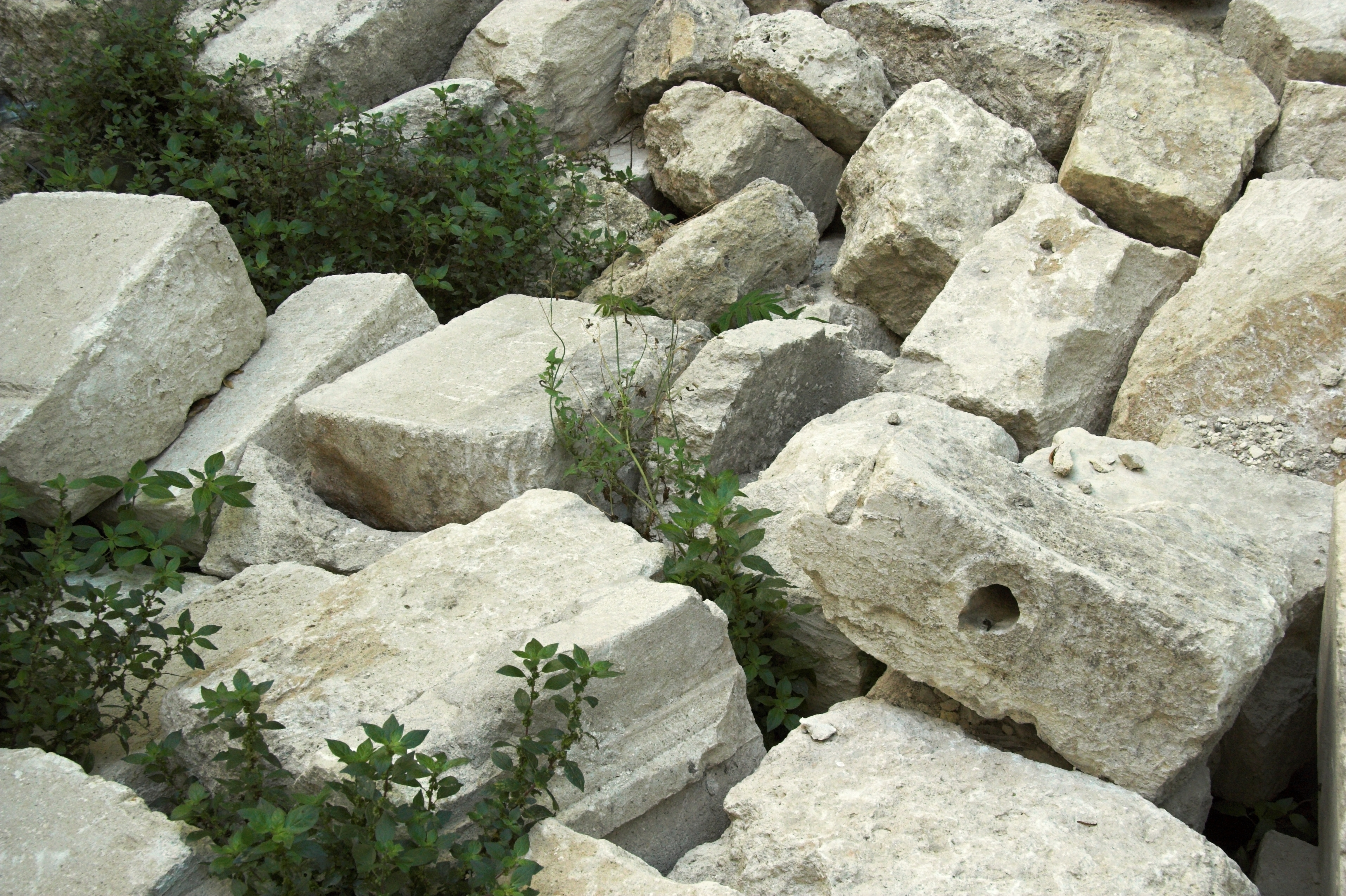
Algunos bloques de la Artemision

## Intervenciones arquitectónicas posteriores
En 1870 el equilibrio de proporciones deseado por Vermexio se alteró con la construcción de un ático, destinado a albergar las salas de la oficina técnica. La última y más grave violencia que sufrió el edificio ocurrió alrededor de la década de 1960 cuando se le añadió un nuevo edificio para ampliar las oficinas municipales. Con esto se desvirtuó el proyecto original demoliendo la antigua iglesia de S. Sebastiano y la sede de la Biblioteca Arzobispal, fundada en 1780 por el obispo Alagona.

## Curiosidades
- En el lado derecho de la fachada, en la esquina con Via Minerva, hay dos grafitis que reproducen la fachada de una iglesia. Un estudio de 2016 cree que el grafiti principal representa la fachada de la Catedral y fue ejecutado a punta de bayoneta por soldados que custodiaban el palacio.[3]
- En el patio interior que da a la entrada principal se encuentran unos bloques de piedra en lo alto que fueron dispuestos para albergar una escultura del escudo de la ciudad. El proyecto se remonta a los años 70 del siglo pasado, pero nunca se completó.[4]